# Phlox pattersonii
Phlox pattersonii är en blågullsväxtart som beskrevs av L.A. Prather. Phlox pattersonii ingår i släktet floxar, och familjen blågullsväxter. Inga underarter finns listade i Catalogue of Life.